# 마수드 샤
마수드 샤는 샤라프 알딘의 아들로 인주 왕조의 샤였다.

## 생애
1335년 아부 사이드 칸이 죽자 그의 뒤를 이어 아르파 케운이 칸이 되었다. 아르파 케운은 칸에 오른 뒤 수감되어 있던 샤라프 알딘을 처형했다.
이에 샤라프 알딘의 아들인 마수드 샤(Masud Shah)와 아부 이샤크(Abu Ishaq)는 각각 자라이르 왕조와 바그다드의 알리 파드샤에게로 망명했으며, 시라즈에 있던 기야스 알딘은 일 한국에서 독립하여 인주 왕조를 건국했다.
인주 왕조의 내분은 1338년부터 1343년까지 5년간 추판 왕조의 왕족들과 얽혀 복잡하게 진행되었다. 내분은 1338년에 자라이르 왕조에 의탁하고 있던 마수드 샤가 돌아와 기야스 알딘과 대립하면서 시작되었다. 1338년(혹은 1339년)에 기야스 알딘이 사망하며 둘 간의 분쟁은 마수드 샤의 승리로 끝을 맺었지만, 인주 왕조의 내분은 여기서 그치지 않았다.
샤라프 알딘의 넷째아들 샴스 알딘(Shams al-Din)이 추판 왕조의 피르 호사인(Pir Hosayn)과 힘을 합쳐 시라즈로 쳐들어온 것이었다. 마수드 샤는 북쪽으로 피신했고, 샴스 알딘이 인주 왕조의 지배자가 되었다. 하지만 샴스 알딘은 피르 호사인에게 배신당해 살해당했고, 피르 호사인 역시 시라즈 내부에서 민심을 잃고 쫓겨났다.
피르 호사인은 다음 해에 다시 군대를 이끌고 와서 시라즈를 점령했다. 하지만 이번에도 얼마 지나지 않아 샤라프 알딘의 아들인 아부 이샤크에게 쫓겨났다. 아부 이샤크 또한 시라즈를 오래 점유하지 못하고 추판 왕조의 야기 바스티와 힘을 합친 마수드 샤에게 쫓겨났다.
하지만 시라즈를 점령한 이후 둘 사이에 알력이 생겼고, 결국 야기 바스티가 마수드 샤를 죽이고 말았고, 마수드 샤를 살해한 야기 바스티 역시 시라즈 내에서의 지지 기반을 잃고 1343년에 아부 이샤크에 의해 쫓겨났다.